# Erastus Root

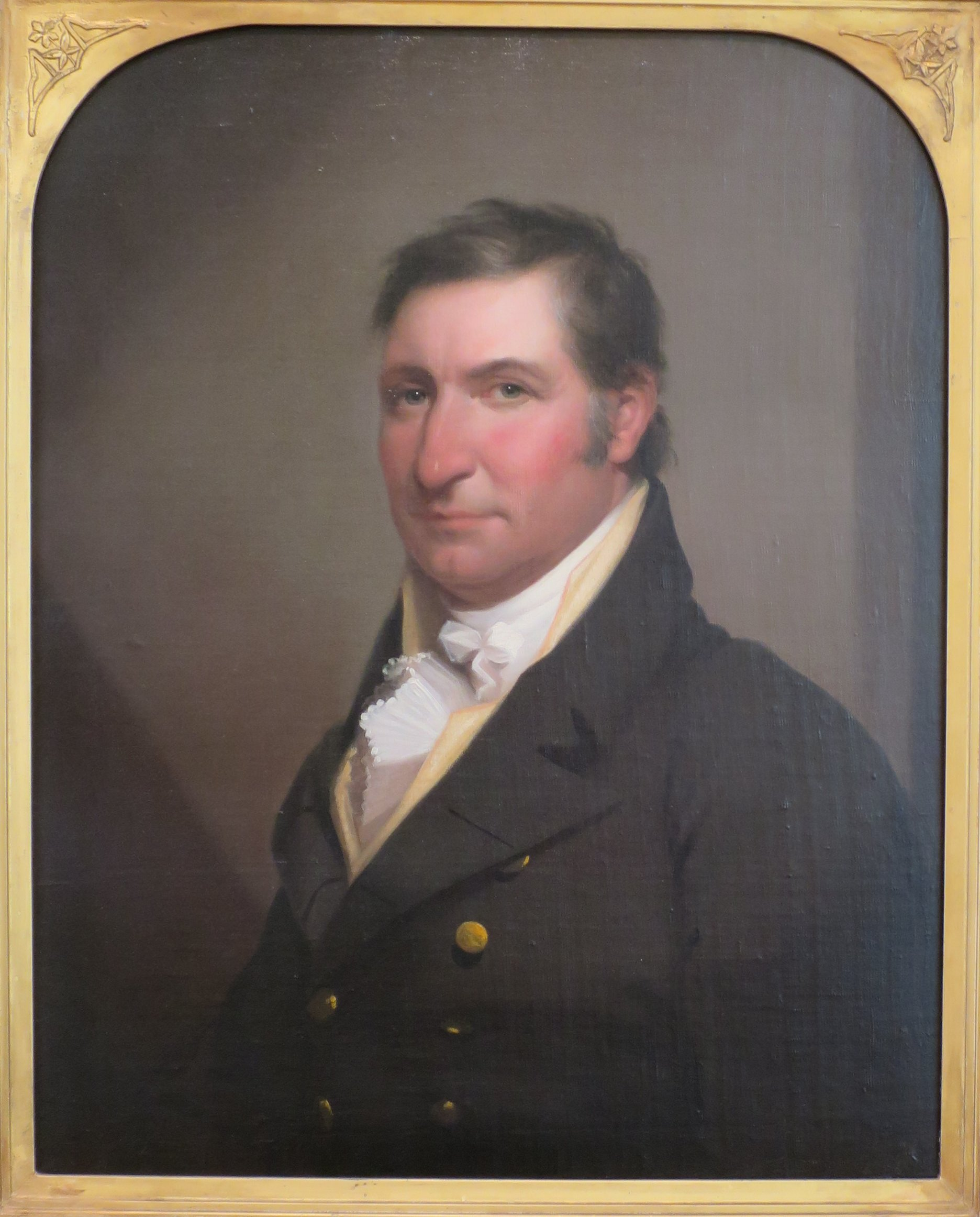
Erastus Root

Erastus Root (* 16. März 1773 in Hebron, damals Windham County, heute Tolland County, Colony of Connecticut; † 24. Dezember 1846 in New York City) war ein US-amerikanischer Rechtsanwalt und Politiker aus New York.

## Werdegang
Root graduierte 1793 am Dartmouth College und wurde Lehrer. Anschließend studierte er Jura, bekam 1796 seine Zulassung als Anwalt und praktizierte dann in Delhi (New York). Er entschied sich eine politische Laufbahn einzuschlagen, als er in die New York State Assembly gewählt wurde und dort von 1798 bis 1802 tätig war. Anschließend wurde er 1802 als Jefferson-Republikaner in den 8. US-Kongress gewählt, wo er den 14. Distrikt vertrat. Er war vom 4. März 1803 bis zum 3. März 1805 im US-Repräsentantenhaus tätig. Nach seinem Ausscheiden aus dem US-Kongress kehrte er zu seiner Tätigkeit als Anwalt zurück. Nach einigen Jahren entschied er sich 1808 für den 11. US-Kongress zu kandidieren. Nach erfolgreicher Wahl im 12. Distrikt war er vom 4. März 1809 bis zum 3. März 1811 im US-Kongress tätig. In dieser Zeit war er der Vorsitzende über das Committee on Claims. Dann wurde er vom Middle District in den Senat von New York gewählt, wo er von 1811 bis 1815 verblieb. Anschließend trat er ein drittes Mal für den US-Kongress an und besiegte dabei John Adams.
Root wurde in den 14. US-Kongress gewählt, wo er den 8. Distrikt vertrat. Er nahm dort am 26. Dezember 1815 seinen Sitz ein und bekleidete diesen bis zum 3. März 1817. In dieser Zeit hatte er den Vorsitz über das Committee on Expenditures in the War Department. Danach kandidierte er wieder erfolgreich für die State Assembly, wo er von 1818 bis 1822 tätig war. Während dieser Zeit war er 1821 als Delegierter bei der verfassunggebenden Versammlung von New York dabei. Später war er auch als Vizegouverneur von New York unter Joseph C. Yates (1823–1824) tätig, allerdings wurde er beim Wiederwahlversuch mit Samuel Young, beide auf dem gleichen Stimmzettel, besiegt. Er kehrte erneut in die State Assembly zurück, wo er von 1826 bis 1828 sowie nochmal 1830 tätig war. In dieser Zeit bekleidete er in den Jahren 1827, 1828 und 1830 den Posten des Speakers. 1830 wurde er dann als Jacksonian in den 22. US-Kongress gewählt, wo er den 11. Distrikt vertrat. Er war dort vom 4. März 1831 bis zum 3. März 1833. In dieser Zeit war er der Vorsitzende des Landwirtschaftsausschusses. Als er dann noch einmal 1838 als Whig für das US-Repräsentantenhaus antrat, erlitt er eine Niederlage. Anschließend kehrte er noch ein letztes Mal in den Senat von New York zurück, wo er von 1840 bis 1844 verblieb. Ferner war er viele Jahre als Generalmajor in der New York Guard tätig.
Erastus Root verstarb 1846 in New York City und wurde dann auf dem Old Cemetery beigesetzt, jedoch später auf den Woodland Cemetery, beide in Delhi (New York), umgebettet.